# دهستان سرآب (ایوان)
دهستان سرآب نام دهستانی در بخش مرکزی شهرستان ایوان، استان ایلام در ایران است. براساس سرشماری مرکز آمار ایران در سال ۱۳۸۵، جمعیت آن ۳۶۹۰ نفر (۸۱۳ خانوار) بوده‌است و مردم این دهستان به زبان کردی کلهری سخن میگویند .